# Steatoda speciosa
Steatoda speciosa là một loài nhện trong họ Theridiidae.
Loài này thuộc chi Steatoda. Steatoda speciosa được Tord Tamerlan Teodor Thorell miêu tả năm 1898.